# Poa leptoclada
Poa leptoclada är en gräsart som beskrevs av Ferdinand von Hochstetter och Achille Richard. Poa leptoclada ingår i släktet gröen, och familjen gräs. Inga underarter finns listade i Catalogue of Life.